# Imad-ad-Dawla
Alí ibn Buwayh o Buya, més tard conegut amb el làqab d'Imad-ad-Dawla (? - 949), fou un dels tres germans fundadors de la dinastia buwàyhida.
Va ser un oficial al servei (928) del samànida Nasr II ibn Àhmad (914-943) i després del seu lloctinent a Pèrsia Maqan ibn Kaki (930) que fou governador de Gurgan i Rayy però es va revoltar contra els samànides ocupant Khurasan, i del qual va obtenir alguns càrrecs militars així com pels seus germans Hasan i Ahmad; va trair a Makan en favor del seu rival Mardawij ibn Ziyar, que es va apoderar del Tabaristan, i el qual mercès a les relacions d'Ali amb el secretari del governador de Rayy (Al-Amid, pare del futur visir Ibn al-Amid) en condicions poc clares li va concedir el govern de Karadj (probablement propera a la moderna Bahramabad) i Mah al-Basra.
Amb tresors i dipòsits arrabassats principalment als khurramites que dominaven les muntanyes entorn de Karadj, va poder contractar un important cos de mercenaris daylamites que buscaven feina i s'oferien al millor postor. Això va molestar a Mardawij que va tractar de trencar la lleialtat dels seus mercenaris, el que Ali va evitar amb donacions generoses. Poc després Al-Amid va advertir a Ali ibn Buwayh que Mardawij planejava el seu assassinat.
Ali se li va avançar, i va marxar cap a Esfahan que estava dominada per Yakut, governador abbàssida; les forces d'aquest eren superiors en nombre a les d'Ali però a l'hora de la lluita van desertar. Esfahan fou breument ocupada però Yakut va refusar rendir-se i en acostar-se les forces de Mardawij, Ali va haver d'evacuar la ciutat que va passar a mans de Mardawij. Ali va haver de fugir tanmateix de Karadj, però es va apoderar de la fortalesa d'Arradjan, entre Fars i Khuzistan, on es va mantenir rebel (933).
El 934, amb l'ajut de Zaid ibn Ali al-Naubandagani, un ric terratinent, va expulsar del Fars al governador del califa, el mateix Yakut, tot i l'ajut que aquest va rebre del governador califal autònom de Bàssora, Abu-Abd-Al·lah Ahmad ibn al-Baridi. El maig o juny del 934 va entrar a Siraz.
Amenaçat per diversos enemics va aconseguir del califa el nomenament oficial com a governador (mukta) de Fars (setembre o octubre del 934), per tot seguit intentar negociar a Mardawij; Un enviat del califa es va presentar a Shiraz per conferir a Ali les insígnies de govern a canvi de rebre el tribut corresponent però Ali va demorar el pagament i va retenir al delegat (que va morir a Shiraz el 936 encara sense haver cobrat el tribut). Mardawij va envair Khuzistan (encara domini del califa) i el califa va negociar amb l'invasor; es va arribar a un acord pel qual Ali com a governador del Fars reconeixeria a Mardawij i Khuzistan quedaria pel califa, però l'assassinat de Mardawij el 935 el va salvar del perill que aquest li suposava, i el domini del ziyàrides a l'Iran central es va esvair, passant molts dels seus homes al servei d'Ali. Llavors Ali va avançar cap al Khuzistan i va ocupar Askar Mukram però finalment va fer un pacte amb el califa pel qual Ali retenia Fars i Yakut conservava Khuzistan.
Llavors va enviar al seu germà Hasan (conegut després com a Rukn al-Dawla) a ocupar Esfahan (936) que va aconseguir en una campanya més complicada de l'esperat (936-940). Inicialment els ziyàrides dirigits per Wuixamguir ibn Ziyar (germà de Mardawij), ocupats lluitant contra els samànides, van oposar mínima resistència Esfahan, però diversos conflictes en les forces buwàyhides i un contraatac de Wuixamguir, van obligar Rukn al-Dawla a evacuar Esfahan el 939, que va quedar en mans del ziyàrida. Tot i que Ali no va enviar gaire suport al seu germà aquest va passar a l'ofensiva i va reconquerir Esfahan (940) i després de derrotar a Wuixamguir en una batalla, va entrar a Rayy (que els ziyàrides havien arrabassat als samànides)
Després de la primera conquesta d'Esfahan, Ali va enviar a un altre germà, Ahmad (posteriorment Muïzz-ad-Dawla) a Kirman (vers 936) però després se'n va retirar (vers 938 o 939, la data exacta no es coneix, és possible que la retirada fos per ajudar a Rukn al-Dawla contra Wuixamguir, o per anar a conquerir el Khuzistan). Al Khuzistan, els Al-Baridi, amb Abu-Abd-Al·lah Ahmad ibn al-Baridi com a encarregat de finances, havien esdevingut governants de facto, juntament amb Yakut, fins que l'amir al-umarà de Bagdad, Ibn Ràïq, va decidir restaurar el poder central a al-Ahwaz el 937; Abu-Abd-Al·lah es va refugiar llavors amb el governador de Fars, Alí ibn Buwayh (Imad-ad-Dawla), del que va obtenir suport, però poc després Abu-Abd-Al·lah es va reconciliar amb Ibn Ràïq que li va retornar la recaptació a la província. Ibn Ràïq no va tardar a enfrontar-se a un rival, el turc Bàjkam, i Abu-Abd-Al·lah va jugar entre els dos bàndols, donant suport a un o l'altre segons el moment. Quan el 938 Bàjkam va triomfar i va obtenir el càrrec de visir, Abu-Abd-Al·lah va poder conservar la seva província pagant un tribut. Fou llavors quan Muïzz-ad-Dawla fou enviat a conquerir el Khuzistan. Abu-Abd-Al·lah va ser deposat al cap de poc (939), però va conservar Bàssora, i el 941 poc després de pujar al tron Al-Muttaqí (940-944) i a la mort de Bàjkam, va entrar a Bagdad amb la seva gent i va ocupar el càrrec de visir. No obstant un motí dels soldats el va obligar al cap de poc a fugir a Wassit. El 942 va enviar un exèrcit dirigit pel seu germà Abu-l-Hussayn que va ocupar Bagdad i va obligar el califa i Ibn Ràïq (que havia retornat al poder) a refugiar-se en territori dels hamdànides a Mossul. Els hamdànides van contraatacar i fou expulsat de Bagdad i Wassit. Abu-Abd-Al·lah va morir el juny de 945 i el va succeir en el govern (nominal) d'Ahwaz (aleshores ja dominat totalment per Muïzz-ad-Dawla) i en el de Bàssora el seu fill Abu-l-Qàssim ibn Abi-Abd-Al·lah que va fer front a les intrigues del seu oncle Abu-l-Hussayn al-Baridí, però aquest finalment, en el seu intent d'obtenir el govern de Bàssora, fou executat a Bagdad al final del 945. Llavors Muïzz-ad-Dawla va ocupar Bagdad (945) i va imposar la seva tutela al califa. Muïzz-ad-Dawla el 947 es va apoderar també de Bàssora, i Abu l-Kasim ibn Abi Abd Allah va haver de fugir amb els càrmates de Bahrayn.
El 945 a Bagdad el califa va conferir als tres germans els làqabs honorífics amb els quals són coneguts a la història. Encara que fou Muïzz-ad-Dawla el que va rebre el títol superior, amir al-umarà, Imad-ad-Dawla era considerat el cap de família pels tres germans i reconegut com a sobirà suprem. Ja era un home vell el 945 i en endavant, en el seu domini de Fars, només va intentar millorar les seves relacions amb els samànides i assegurar una successió pacífica per la que va triar al seu nebot Fana Khusraw (conegut per Adud al-Dawla), fill del seu germà Rukn al-Dawla (Imad al-Din no tenia fills propis). En una entrevista a Ahwaz amb el seu germà Muïzz-ad-Dawla aquest va acceptar la successió de Fars (Shiraz) per Adud (949) i el deganat de la família que corresponia a Rukn al-Dawla.
Imad-ad-Dawla va morir poc temps després (desembre de 949).